# Leonid Antonow
Leonid Iwanowicz Antonow (ros. Леонид Иванович Антонов, ur. 7 lipca?/19 lipca 1888 we wsi Dunajewo w guberni smoleńskiej, zm. 26 sierpnia 1969 w Łudze) – radziecki kontradmirał inżynier.

## Życiorys
Absolwent Petersburskiego Instytutu Elektrotechnicznego (1907–1914), Morskiej Szkoły Inżynieryjnej (eksternistycznie, 1915), Minerskiej Klasy Oficerskiej (1916). Od 1915 roku oficer miner na krążownikach „Gromoboj” i „Rossija”. Inżynier mechanik, chorąży (30 lipca 1915). 
Po rewolucji październikowej starszy specjalista miner pancernika „Gangut” (luty 1918 – maj 1920; listopad 1920 – maj 1921). Zastępca flagowego mechanika bazy Szlisselburg (maj – listopad 1920), flagowy elektrotechnik sztabu floty (maj 1921 – listopad 1923). Od 1923 do 1948 pracował w Wyższej Wojskowej Szkole Inżynierskiej im. Dzierżyńskiego, gdzie awansował od szeregowego wykładowcy do zastępcy dyrektora. 
Od sierpnia 1948 na emeryturze wojskowej.